# Villino Lampredi (via Giano della Bella, 9)
Il villino Lampredi di via Giano della Bella 9 a Firenze è uno dei due villini costruiti dall'architetto Giovanni Michelazzi per la famiglia Lampredi. Il secondo e più famoso si trova nella stessa strada al nº 13.

## Storia
Il villino fu realizzato tra il 1908 e il 1909 per il costruttore Adolfo Lampredi. È costruito con struttura a muri "incatenati" e risulta registrato al Vecchio Catasto Urbano nel 1912.

## Architettura
Di impianto regolare, circondato su due lati dal giardino, il villino si qualifica soprattutto per l'attenzione alla tessitura di facciata e per l'originalità dei dettagli decorativi.

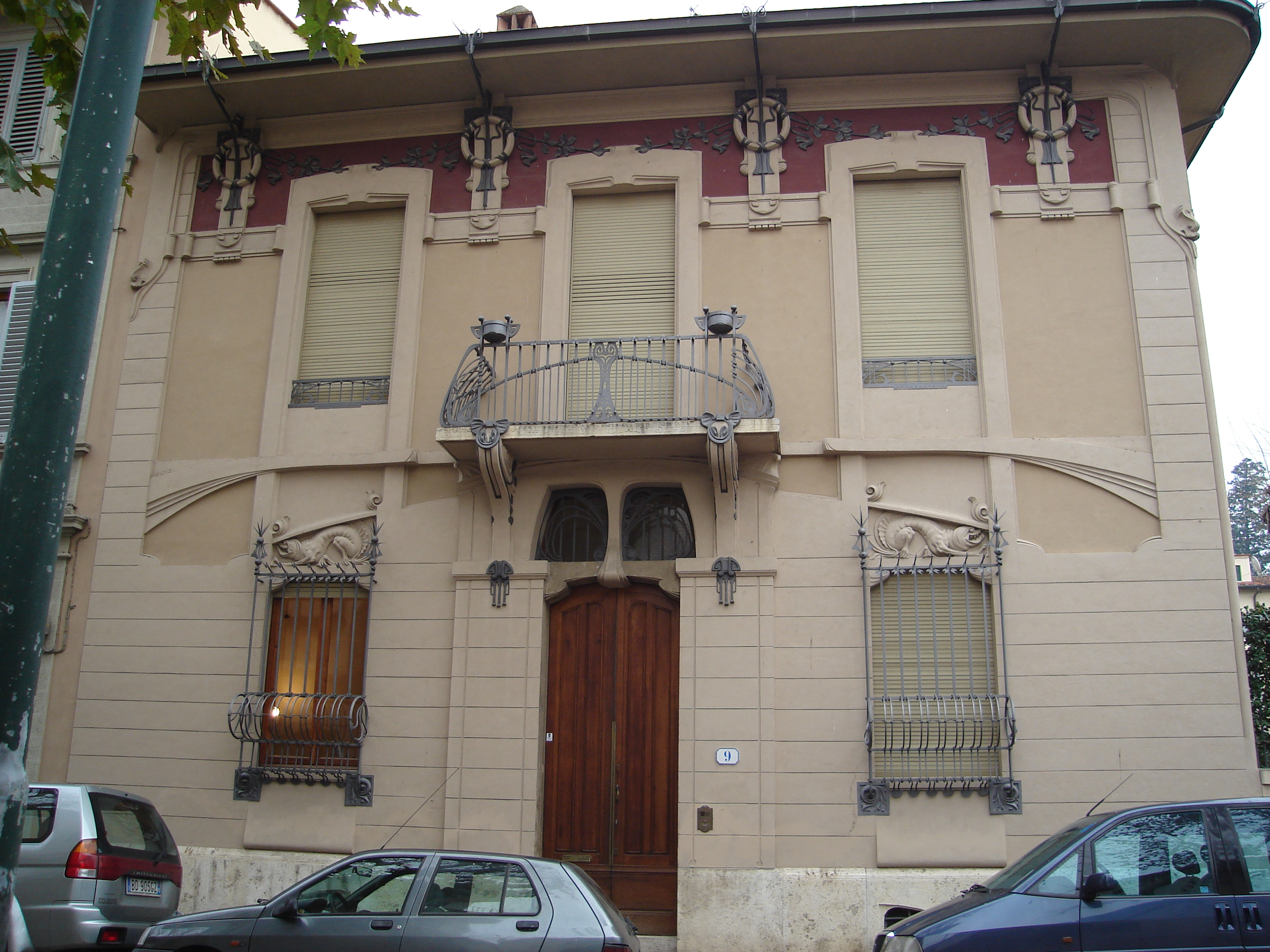
Villino Lampredi al nº9

Si eleva su due piani al di sopra di un'esigua fascia basamentale rivestita in travertino nella quale sono ritagliate le due finestrelle a cuneo del seminterrato.
L'impaginazione del fronte è legata nell'insieme ad un principio di linearità geometrica ed è contenuta in un reticolo di segmenti orizzontali e verticali.
Al di sopra del basamento, il trattamento di facciata è a lunghe fasce orizzontali raccordate alla fila di bugne piatte che segnano i confini del fronte, mentre superiormente, oltre l'interposizione di una cornice piatta aperta a ventaglio alle estremità, è ad intonaco liscio. La parte terminale, cromaticamente contrastante con il resto del fronte, contiene un fregio decorativo costituito da un nastro con motivi floreali in ferro battuto che raccorda i quattro episodi delle ghirlande su cui si innestano le volute di sostegno della gronda.
Al centro della facciata si apre il portone d'ingresso, sovrastato dal poggioletto a cui si lega mediante il soprapporta binato e le due mensole impostate sui finti pilastri, avanzati rispetto al filo di parete, che fiancheggiano il portoncino stesso. La base delle mensole ed il loro raccordo con il balcone soprastante sono sottolineate mediante l'inserimento di piccoli motivi decorativi in ferro battuto.
Al pian terreno le due finestre laterali sono sovrastate da formelle trapezoidali decorate con draghi in rilievo, delimitate dai segmenti verticali che proseguono ad incorniciare le aperture rettangolari del primo piano, riproponendo quel continuum compositivo proprio delle architetture di Michelazzi.
Le finestre del pian terreno sono chiuse da inferriate modellate con un particolarissimo aggetto circolare per permettere l'affaccio e si raccordano alla parete tramite cartelle in ferro. L'elegante calligrafismo di schietto sapore liberty si ritrova anche nel disegno della ringhiera del balconcino del primo piano e nelle grate che chiudono il soprapporta.
Lo svolgersi continuo della cornice sottogronda permette il raccordo delle semplici facciate laterali, snodate tramite un passaggio angolare anche in questo caso sottolineato dalla stretta colonnina a tutta altezza conclusa da un motivo ornamentale.
Non è stato possibile l'accesso all'interno del villino.
L'interno dell'edificio è stato totalmente modificato nella distribuzione degli ambienti al fine di creare due unità abitative.

## Fortuna critica

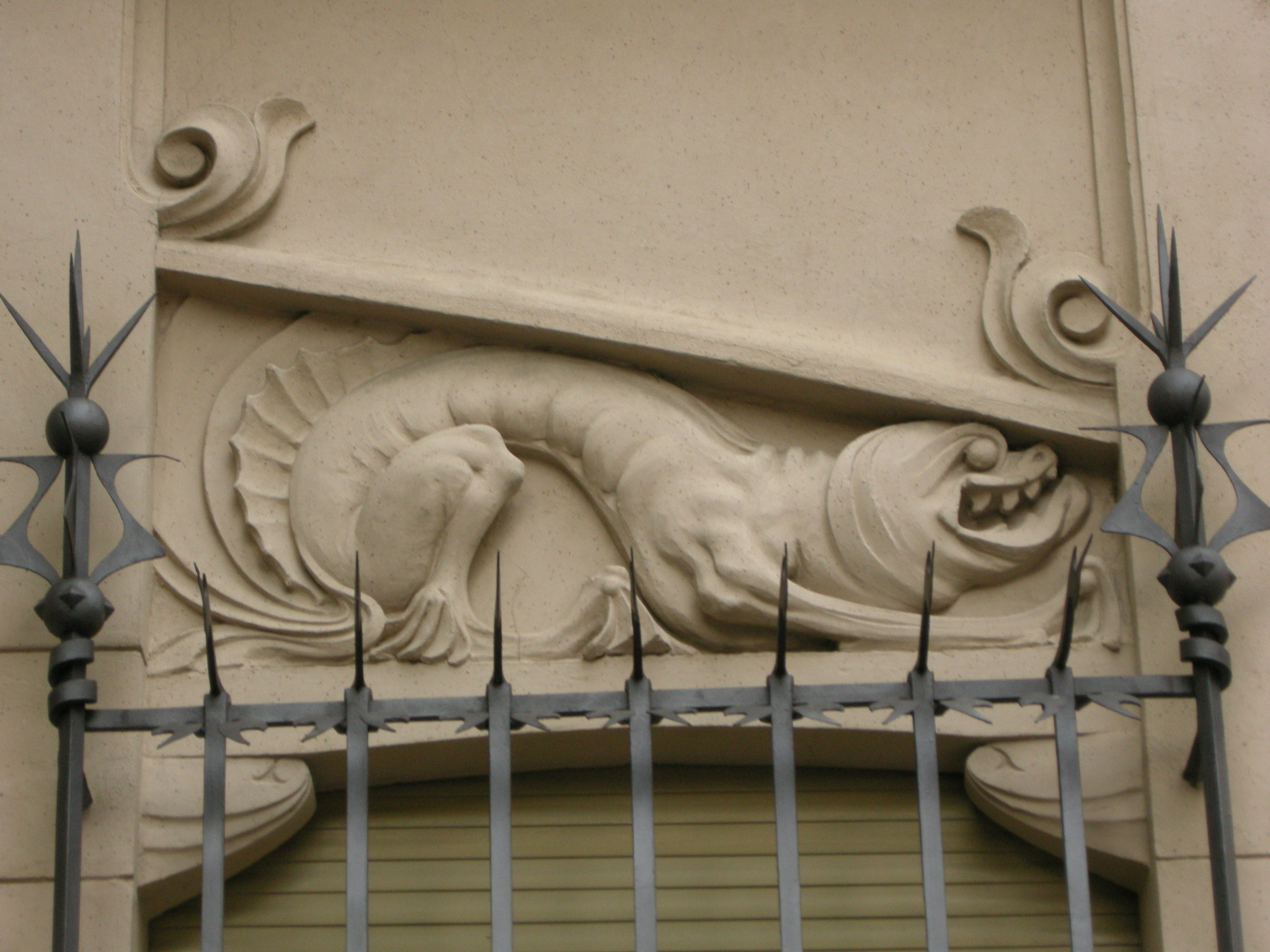
Dettaglio

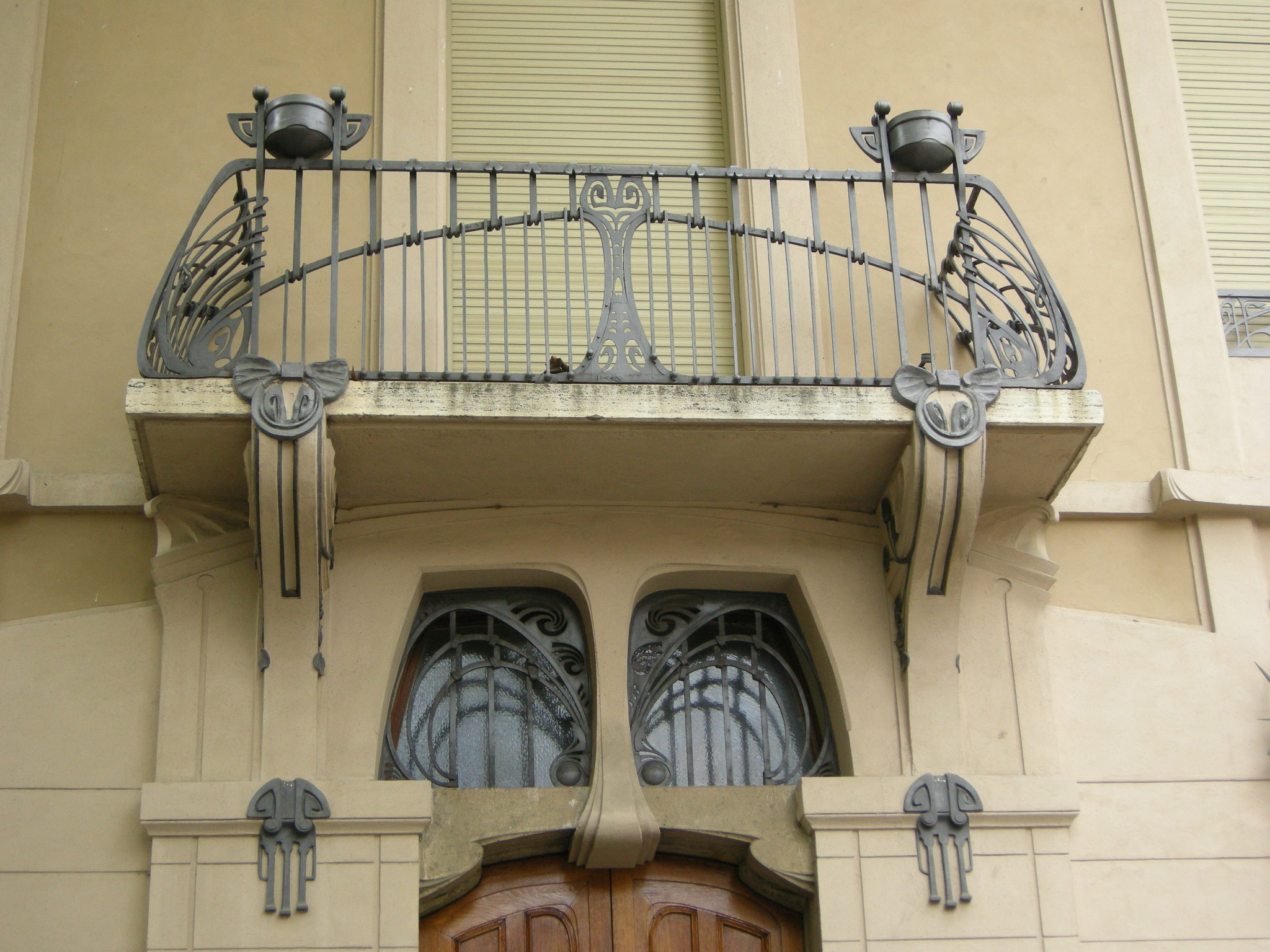
Il balcone

Questo edificio è di poco più antico dell'altro e rappresenta un interessante esempio di stile liberty a Firenze. Qui però le decorazioni non modificano i volumi (come invece lo stesso architetto fece nel villino Broggi-Caraceni). L'edificio è valutato all'interno della pregevole produzione michelazziana non tanto per una particolare originalità nello schema volumetrico-distributivo - che appare anzi "bloccato in un impianto precostituito" (Gobbi, 1976), quanto per "la metodica ricerca del dettaglio" che si esplica, per esempio, "nel pezzo di virtuosismo formale rappresentato dall'aggetto circolare delle inferriate a piano terra" (Cresti, 1978).